# 19 септември
19 септември е 262-рият ден в годината според григорианския календар (263-ти през високосна). Остават 103 дни до края на годината.

## Събития
- 335 г. – Далмаций е повишен в цезар и става управител на провинциите Тракия и Македония на Римската империя.
- 1356 г. – Стогодишната война: В Битката при Поатие английската войска, предвождана от Едуард, Черния принц, нанася поражение на французите и взема в плен техния крал Жан II.
- 1478 г. – Леонардо да Винчи завършва картината си Мона Лиза.
- 1783 г. – Във Версай е осъществен първият пробен полет с балон с животни на борда (овен, петел и патица).
- 1848 г. – Приключва строежът на първата международна железопътна линия между френския град Страсбург и швейцарския град Базел.
- 1881 г. – Честър Артър става 21-вия президент на САЩ, след убийството на Джеймс Гарфийлд.
- 1883 г. – Съставено е осмото правителство на Княжество България, начело с Драган Цанков.
- 1888 г. – В Спа (Белгия) е проведен първият конкурс за красота в света.
- 1903 г. – Първият американски посланик в България, Джон Б. Джаксън, връчва акредитивните си писма на княз Фердинанд – начало на българо-американските дипломатически отношения.
- 1918 г. – Първата световна война: Части на Българската армия спират настъплението на английската армия в битката при Дойран.
- 1920 г. – По време на Полско-съветската война започва Битката при Немен.
- 1924 г. – Потушено е болшевишкото Татарбунарско въстание в Южна Бесарабия.
- 1924 г. – Подписана е невлязлата в сила Спогодба Калфов - Политис за осигуряване на националните и културните права на българското малцинство в Гърция и на гръцкото малцинство в Царство България.
- 1944 г. – Финландия и Съветският съюз подписват в Москва спогодба за примирие и слагат край на Съветско-финландската война
- 1944 г. – Учреден е Съюз на българските художници (СБХ).
- 1946 г. – В Швейцария Уинстън Чърчил издига идеята за създаването на Съвет на Европа за държавите от Западна Европа, който е учреден 3 години по-късно в Страсбург.
- 1946 г. – След седемгодишно прекъсване поради Втората световна война се провежда филмовият Фестивал в Кан.
- 1951 г. – Учредена е Световна федерация на глухите.
- 1957 г. – САЩ извършва първи подземен ядрен опит.
- 1966 г. – Народна република България установява дипломатически отношения с Ливан.
- 1976 г. – Самолетът при полет 452 на „Търкиш Еърлайнс“ претърпява катастрофа, загиват 155 души.
- 1983 г. – Карибската държава Сент Китс и Невис получава независимост от Великобритания.
- 1985 г. – При Мексиканското земетресение загиват около 9000 души, главно в град Мексико и са разрушени около 400 сгради.
- 1989 г. – Бомба, поставена в самолета при полет 772 на UTA от Бразавил до Париж, избухва над Сахара – загиват всички 170 души на борда.
- 1991 г. – Семейство туристи от Германия откриват в Алпите на границата между Италия и Австрия замразена мумия на човек, умрял около 3300 пр.н.е. и го наричат Йоци.
- 1995 г. – The Washington Post и The New York Times публикуват манифеста на Юнабомбъра.
- 2006 г. – Две момичета, пътуващи в автомобил, загиват при срутване на изоставена сграда в София – събитието довежда до масови проверки на опасните сгради в България.
- 2006 г. – В Тайланд е извършен държавен преврат.
- 2022 г. – Състои се погребението на кралица Елизабет II в Уестминстърското абатство в Лондон.

## Родени
- 866 г. – Лъв VI Философ, византийски император († 912 г.)
- 1551 г. – Анри III, крал на Франция († 1589 г.)
- 1730 г. – Огюстен Пажу, френски скулптор († 1809 г.)
- 1802 г. – Лайош Кошут, унгарски революционер († 1894 г.)
- 1865 г. – Тодор Митов, български генерал († ?)
- 1871 г. – Фриц Рихард Шаудин, германски протистолог († 1906 г.)
- 1909 г. – Фери Порше, австрийски производител на автомобили († 1998 г.)
- 1910 г. – Борис Недков, български учен († 1975 г.)
- 1911 г. – Сър Уилям Голдинг, английски писател, Нобелов лауреат († 1993 г.)
- 1922 г.
  - Деймън Найт, американски писател († 2002 г.)
  - Емил Затопек, чешки лекоатлет († 2000 г.)
- 1924 г. – Петър Дойчев, български деятел на туризма († 2019 г.)
- 1926 г. – Масатоши Кошиба, японски физик, Нобелов лауреат през 2002 г. († 2020 г.)
- 1928 г. – Адам Уест, американски актьор († 2017 г.)
- 1931 г. – Мария Апостолова, български художник
- 1941 г. – Жерар Корбио, белгийски режисьор
- 1947 г. – Уршуля Шипинска, полска певица, композиторка и вътрешна архитектка
- 1948 г. – Джеръми Айрънс, английски актьор
- 1949 г. – Туиги, английска манекенка и актриса
- 1956 г. – Дочо Боджаков, български режисьор
- 1960 г. – Теодора Димова, българска писателка
- 1963 г. – Алесандра Мартинес, италианска актриса
- 1967 г.
  - Александър Карелин, руски спортист
  - Роланд Шимелпфениг, немски драматург и писател
- 1968 г. – Анатоли Тонов, български футболист
- 1969 г. – Георги Симеонов, български оперен режисьор
- 1970 г. – Сони Андерсон, бразилски футболист
- 1974 г. – Виктория Силвстед, шведски фотомодел
- 1977 г. – Райън Дюсик, американски барабанист
- 1982 г. – Елени Данилиду, гръцка тенисистка

## Починали
- 1147 г. – Игор II, велик княз на Киевска Рус (* ? г.)
- 1812 г. – Майер Ротшилд, германски бизнесмен (* 1744 г.)
- 1881 г. – Джеймс Гарфийлд, 20-и президент на САЩ (* 1831 г.)
- 1895 г. – Юлия фон Хауке, принцеса Батенберг (* 1825 г.)
- 1912 г. – Георги Лютаков, български революционер (* ок. 1840 г.)
- 1914 г. – Стефан Дедов, македонски журналист (* 1869 г.)
- 1929 г. – Георги Баждаров, български революционер и учител (* 1881 г.)
- 1935 г. – Константин Циолковски, руски учен и изобретател (* 1857 г.)
- 1941 г. – Аце Дорев, български революционер (* 1871 г.)
- 1966 г. – Адриен Борел, френски психиатър (* 1886 г.)
- 1977 г. – Ненко Балкански, български художник (* 1907 г.)
- 1981 г. – Христо Коджабашев, български актьор (* 1888 г.)
- 1985 г. – Итало Калвино, италиански писател (* 1923 г.)
- 1996 г. – Хелмут Хайсенбютел, немски писател (* 1921 г.)
- 1998 г. – Волфганг Краус, австрийски писател (* 1924 г.)
- 2000 г. – Йото Танчев, български лекар и учен (* 1917 г.)
- 2010 г. – Иван Кирков, български художник (* 1932 г.)
- 2021 г. – Джими Грийвс, английски футболист (* 1940 г.)
- 2022 г. – Досьо Досев, български актьор (* 1934 г.)
- 2022 г. – Валери Поляков, руски космонавт (* 1942 г.)

## Празници
- Ден на избирателното право – по повод деня през 1893 г., когато Нова Зеландия дава на жените правото да гласуват и е първата страна в света, която въвежда универсалното избирателно право.
- Чили – Ден на армията
- Сейнт Китс и Невис – Ден на независимостта (от Великобритания, 1983 г., национален празник)